# Ernst Oschmann
 (mars 2025).
Ernst Oschmann (né le 22 février 1907 à Berlin, mort le 16 octobre 1979 à Berlin-Est) est un résistant allemand au nazisme.

## Biographie
Oschmann apprend le métier de bourrelier et de tapissier. Au cours de la République de Weimar, il rejoint le Parti communiste d'Allemagne (KPD) et s'est engagé contre le national-socialisme naissant. En 1933 et 1934, il dirige le sous-district du KPD à Köpenick. Lors de la formation du cabinet Hitler en 1933, il organise et dirige des manifestations dans la Bahnhofstrasse à Köpenick le 30 janvier puis d'autres manifestations en avril et mai. Il organise une information clandestine sur la semaine sanglante de Köpenick. Il travaille aussi à la production et la distribution de l'organe du KPD Die Rote Fahne.
Le 19 décembre 1934, il est arrêté par la Gestapo et enfermé dans la prison de Brandebourg. Le 4 mai 1935, il est condamné à deux ans de prison par une cour d'appel pour préparation à la haute trahison, qu'il doit purger à Brandebourg-Görden. En même temps que son procès, il est privé de son "service militaire" et n'est donc pas inscrit dans la Wehrmacht.
En 1944, il est incorporé dans la 999e division légère Afrika et envoyé se battre en Albanie. Profitant de l'occasion, il va vers les partisans et devient membre de l'Armée de libération nationale d'Albanie contre l'armée allemande. Au cours d'une action de déminage, il a une blessure grave à une main.
À la fin du Troisième Reich, il retourne en Allemagne en 1945. Plus tard, il devient cadre du SED.